# Renédale
Renédale is een gemeente in het Franse departement Doubs (regio Bourgogne-Franche-Comté) en telt 37 inwoners (2009). De plaats maakt deel uit van het arrondissement Pontarlier.

## Geografie
De oppervlakte van Renédale bedraagt 3,0 km², de bevolkingsdichtheid is dus 12,3 inwoners per km².
De onderstaande kaart toont de ligging van Renédale met de belangrijkste infrastructuur en aangrenzende gemeenten.

## Demografie
Onderstaande figuur toont het verloop van het inwonertal (bron: INSEE-tellingen).

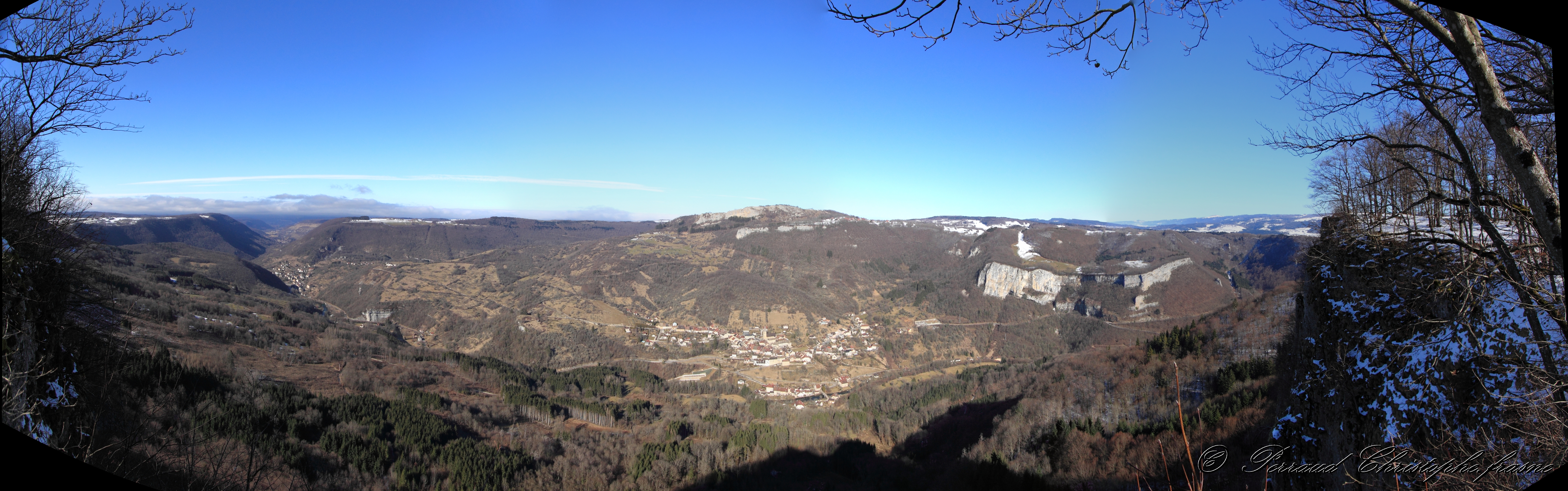
Renédale

1. ↑  Populations de référence 2022.